# Цимбалюк Арсен Ігорович
Арсен Цимбалюк — український телеведучий, журналіст та автор політичної сатири. Ведучий прямих ефірів на 24-му каналі й автор популярного YouTube-шоу «Разбор помёта», спрямованого на протидію російській пропаганді.

## Біографія
Арсен народився 25 грудня 1993 році в Києві . У 2016 закінчив Інститут журналістики Київського Національного Університету ім. Тараса Шевченка. У 2013, у віці 19-ти років почав працювати телеканалі Перший у міжнародній редакції новин. Відтоді працював над понад десятком проектів як журналіст, сценарист та ведучий на різних телеканалах та YouTube-майданчиках. У 2017 працював на пісенному конкурсі «Євробачення» у Києві.

## 24 канал
ВП:НЕБЛОГ
Від 2022-го року Арсен Цимбалюк веде прямі ефіри на 24-му каналі. Телеканал створює власний інформаційно-аналітичний марафон і є лідером серед інформаційних каналів України.
У вересні 2022-го Цимбалюк почав створювати авторське шоу «Разбор помёта», що виходить на YouTube-каналі 24-го. Воно стало найпопулярнішим подібним шоу в Україні. Кожен випуск на різних майданчиках зазвичай переглядають від 1 000 000 до 5 000 000 разів.
«Разбор помёта» — це політична сатира, спрямована на російських пропагандистів та загалом на діяльність держави-агресора. Окрім аналітики, Цимбалюк застосовує гумористичні прийоми, що робить інформацію легшою для сприйняття.
Географія переглядів шоу: від України, країн пострадянського простору та самої держави-агресора — до Західної Європи, Ізраїлю та США. Станом на вересень 2023-го «Разбор помёта» виходить двома мовами: російською та українською.